# آندرین هگربرگ
آندرین هگربرگ (انگلیسی: Andrine Hegerberg؛ زادهٔ ۶ ژوئن ۱۹۹۳) بازیکن فوتبال اهل نروژ است.
از باشگاه‌هایی که در آن بازی کرده‌است می‌توان به باشگاه فوتبال ۱.اف‌اف‌سی توربین پوتسدام اشاره کرد.
وی همچنین در تیم ملی فوتبال زنان نروژ بازی کرده‌است.